# Natalla Mihal-Hryhalczyk
Natalla Mihal-Hryhalczyk (biał. Наталля Мігаль-Грыгальчык; ur. 22 sierpnia 1985 w Mińsku) – białoruska wioślarka.

## Osiągnięcia
- Mistrzostwa Świata Juniorów – Ateny 2003 – ósemka – 5. miejsce[1].
- Mistrzostwa Świata U-23 – Amsterdam 2005 – czwórka bez sternika – 3. miejsce[1].
- Mistrzostwa Świata U-23 – Hazewinkel 2006 – czwórka bez sternika – 2. miejsce[1].
- Mistrzostwa Świata U-23 – Glasgow 2007 – ósemka – 1. miejsce[1].
- Mistrzostwa Europy – Poznań 2007 – ósemka – 4. miejsce[1].